# Cnemidaster wyvillii
Cnemidaster wyvillii är en sjöstjärneart som beskrevs av Percy Sladen 1889. Cnemidaster wyvillii ingår i släktet Cnemidaster och familjen Zoroasteridae. Inga underarter finns listade i Catalogue of Life.